# Lagoa do Barro do Piauí
Lagoa do Barro do Piauí là một đô thị thuộc bang Piauí, Brasil. Đô thị này có diện tích 1300,538 km², dân số năm 2007 là 4597 người, mật độ 3,53 người/km².